# 峨眉无柱兰
峨眉无柱兰（学名：Amitostigma faberi）是兰科无柱兰属的植物，是中国的特有植物。分布在中国大陆的贵州、云南、四川等地，生长于海拔600米至4,300米的地区，多生长在山坡林下、高山草地中、灌丛草坡和河谷岩石缝中，目前尚未由人工引种栽培。
种名 faberi 以19世纪来中国传教、收集植物的德国植物学家花之安（Ernst Faber, 1839-1899）的名字命名。